# Open Graves
Open Graves (no Brasil: Jogo Macabro) é um filme americano de 2009, do gênero terror, dirigido por Álvaro de Armiñán.

## Sinopse
Na era medieval, uma bruxa chamada Mamba é torturado e esfolados vivos em punição por seus crimes. A pele e os órgãos são então usados para fazer um jogo amaldiçoado. Se um jogador ganha o jogo que é concedido um desejo, no entanto, se um jogador perde o jogo eles são mortos de uma forma prevista pelo jogo.

## Elenco
|                     | Ator                   | Dublagem Brasileiros |
| ------------------- | ---------------------- | -------------------- |
| Erica/Mamba         | Eliza Dushku           | Silvia Suzy          |
| Jason               | Mike Vogel             | Márcio Araújo        |
| Tomas               | Iman Nazemzadeh        | Felipe Zilse         |
| Elena               | Naike Rivelli          | Marli Bortoletto     |
| Lisa                | Lindsay Caroline Robba | Márcia Regina        |
| Detetive Izar       | Gary Piquer            | Tatá Guarnieri       |
| Malek               | Alex O'Dogherty        | Marco Antônio Abreu  |
| Miguel              | Ander Pardo            | Dado Monteiro        |
| Pablo               | Boris Martinez         | Márcio Marconatto    |
| Novio               | Jose Casasús           | ---                  |
| Esposa de Malek     | Lilliam Kouri          | ---                  |
| Oficial de Policia  | Martxelo Rubio         | ---                  |
| Detetive / Policial | Enrique Zaldua         | ---                  |

### Dublagem Brasil Créditos
- Data de lançamento: 7 de Novembro de 2009
- Media: DVD
- Estúdio: ETC
- Diretor: Marcio Marconatto
- Tradução: Desconhecido
- Outras Vozes: Fátima Silva, Gessy Fonseca, Márcio Marconatto, Marco Antônio Abreu